# Al Ali
Les Al Ali arabe : آل علي) sont une tribu de la péninsule arabique, notamment aux Émirats arabes unis. La tribu s'est d'abord installée sur l'île de Siniyah au large d'Umm Al Quwain, avant de se déplacer vers le continent où elle construisit un fort et un mur de défense à la fin des années 1700, fondant ainsi l'émirat (qui deviendra plus tard l'États de la Trêve puis l'un des Émirats arabes unis) d'Umm Al Quwain. L'émirat est principalement composé de la ville côtière d'Umm Al Quwain et de la ville oasis de l'intérieur, Falaj Al Mualla (en), située à environ 30 km de la côte.
La tribu était enregistrée par l'historien JG Lorimer comme comprenant 1 000 familles sédentaires à Umm Al Quwain, 200 à Sharjah et 150 à Ras Al Khaimah, ainsi qu'environ 140 familles nomades. L'établissement intérieur de Falaj Al Ali était également fortifié, comprenant un trio de tours de guet (Murabbaa) qui dominent le large et fertile wadi de la région. Ce village est plus tard devenu connu, du nom de la famille régnante, sous le nom de Falaj Al Mualla.